# 소켄 마사요시

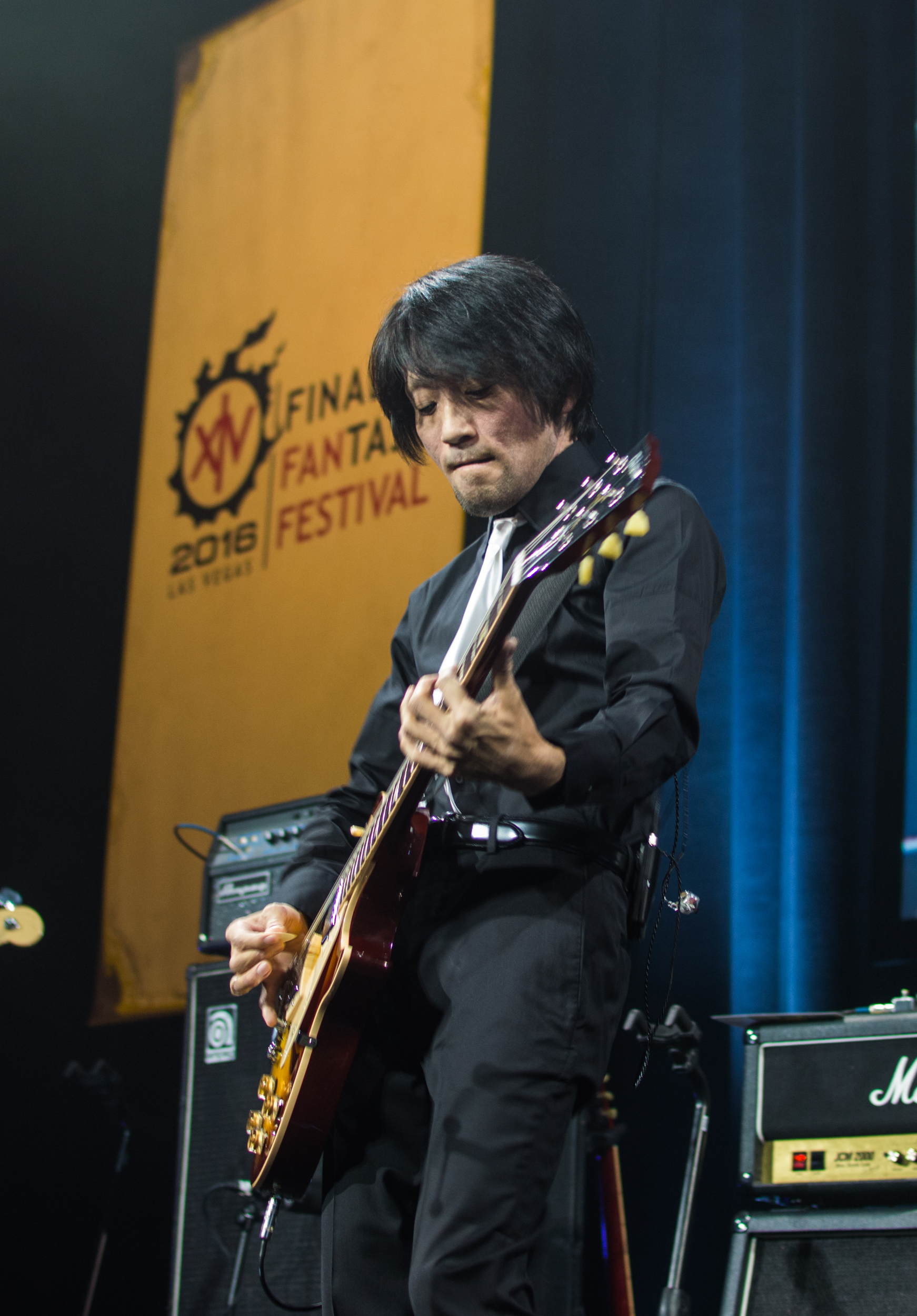
2016년 모습

소켄 마사요시(祖堅正慶, 1975년 1월 10일 ~ )은 2001년부터 스퀘어 에닉스에서 근무한 일본의 비디오 게임 작곡가이자 사운드 편집자이다. 소켄은 파이널 판타지 XIV의 수석 작곡가이자 사운드 디렉터로 가장 잘 알려져 있다. 파이널 판타지 XVI의 확장팩과 수석 작곡가이기도 하다.

## 음악 스타일과 영향
소켄은 주로 플레이어의 경험을 염두에 두고 게임 작곡에 접근한다. 원래 우에마츠 노부오가 작곡한 파이널 판타지 음악을 편곡하는 임무를 맡을 때 그는 이 목표를 달성하기 위해 각별한 주의를 기울였다. 소켄은 사운드 디자이너, 사운드 편집자, 음성 편집자로서의 경험이 파이널 판타지 XIV 리메이크의 압박감을 처리하는 데 도움을 준 공로를 인정한다. 그는 주로 피아노와 키보드를 사용하여 작곡하지만 라이브 공연에서는 기타 연주를 선호한다.
소켄이 가장 좋아하는 밴드는 레이지 어게인스트 더 머신과 페니와이즈 (밴드)이다.

## 작품
- 드레이큰가드 2
- 마리오훕스 3 ON 3
- 로드 오브 버밀리온
- 여름의 폭풍!
- 파이널 판타지 XIV (2010년 비디오 게임)
- 마리오 스포츠 믹스
- 파이널 판타지 XIV
- 드레이큰가드 3
- 파이널 판타지 XVI